# Elecciones municipales de Moyobamba de 1995
Las elecciones municipales de Moyobamba de 1995 se llevaron a cabo el 12 de noviembre de 1995 para elegir al alcalde y al Concejo Provincial de Moyobamba para el periodo 1996-1998. La elección se celebró simultáneamente con elecciones municipales en todo el país.

## Sistema electoral
La Municipalidad Provincial de Moyobamba es el órgano administrativo y de gobierno de la provincia de Moyobamba. Está compuesta por el alcalde y el Concejo Provincial.
La votación del alcalde y el concejo se realiza en base al sufragio universal, que comprende a todos los ciudadanos nacionales mayores de dieciocho años, empadronados y residentes en la provincia de Moyobamba y en pleno goce de sus derechos políticos, así como a los ciudadanos no nacionales residentes y empadronados en la provincia de Moyobamba.
El Concejo Provincial de Moyobamba está compuesto por 14 regidores elegidos por sufragio directo para un período de tres (3) años, en forma conjunta con la elección del alcalde (quien lo preside) La votación es por lista cerrada y bloqueada. Se asigna a la lista ganadora los escaños según el método d'Hondt o la mitad más uno, lo que más le favorezca. Es elegido como alcalde el candidato que ocupe el primer lugar de la lista que haya obtenido la más alta votación.

## Composición del Concejo Provincial de Moyobamba
La siguiente tabla muestra la composición del Concejo Provincial de Moyobamba antes de las elecciones.
| Partidos | Partidos                                                        | Regidores |
| -------- | --------------------------------------------------------------- | --------- |
|          | Lista Independiente N° 3                                        | 11        |
|          | Acción Popular                                                  | 4         |
|          | Partido Aprista Peruano                                         | 2         |
|          | Lista Independiente Frente Regional de Integración y Desarrollo | 1         |
|          | Lista Independiente Movimiento Independiente Cambio 93          | 1         |

## Partidos y candidatos
A continuación se muestra una lista de los principales partidos y alianzas electorales que participaron en las elecciones:
| Candidatura | Candidatura | Partidos y alianzas                                                 | Candidatos | Candidatos                 | Ideología                                | Resultado previo | Resultado previo | Ref. |
| Candidatura | Candidatura | Partidos y alianzas                                                 | Candidatos | Candidatos                 | Ideología                                | Votos (%)        | Reg.             | Ref. |
| ----------- | ----------- | ------------------------------------------------------------------- | ---------- | -------------------------- | ---------------------------------------- | ---------------- | ---------------- | ---- |
|             | AP          | Lista - Acción Popular (AP)                                         |            | Rubén Aspajo García        | Humanismo Nacionalismo cívico Reformismo | ~25.4%           | 4                |      |
|             | IND         | Lista - Lista Independiente N° 1 Progreso y Desarrollo de Moyobamba |            | Sin información disponible | Localismo moyobambino                    | Nuevo            | Nuevo            |      |
|             | IND         | Lista - Lista Independiente N° 3 Unidos por Moyobamba               |            | Sin información disponible | Localismo moyobambino                    | Nuevo            | Nuevo            |      |
|             | IND         | Lista - Lista Independiente N° 5 Cambio Democrático de Moyobamba    |            | Sin información disponible | Localismo moyobambino                    | Nuevo            | Nuevo            |      |
|             | IND         | Lista - Lista Independiente N° 7 Paz y Trabajo 95 de Moyobamba      |            | Sin información disponible | Localismo moyobambino                    | Nuevo            | Nuevo            |      |
|             | IND         | Lista - Lista Independiente N° 9 Somos Moyobamba 95 de Moyobamba    |            | Sin información disponible | Localismo moyobambino                    | Nuevo            | Nuevo            |      |

## Resultados

### Sumario general
|                        |                                                             |              |              |              |           |           |
| Partidos y coaliciones | Partidos y coaliciones                                      | Voto popular | Voto popular | Voto popular | Regidores | Regidores |
| Partidos y coaliciones | Partidos y coaliciones                                      | Votos        | %            | ±pp          | Total     | +/−       |
|                        | Acción Popular (AP)                                         | 4,751        | 24.30        | –1.07        | 8         | +4        |
|                        | Lista Independiente N° 9 Somos Moyobamba 95 de Moyobamba    | 4,470        | 22.87        | n/a          | 2         | +2        |
|                        | Lista Independiente N° 5 Cambio Democrático de Moyobamba    | 4,209        | 21.53        | n/a          | 2         | +2        |
|                        | Lista Independiente N° 3 Unidos por Moyobamba               | 2,464        | 12.60        | n/a          | 1         | +1        |
|                        | Lista Independiente N° 7 Paz y Trabajo 95 de Moyobamba      | 2,259        | 11.56        | n/a          | 1         | +1        |
|                        | Lista Independiente N° 1 Progreso y Desarrollo de Moyobamba | 1,396        | 7.14         | n/a          | 0         | ±0        |
|                        |                                                             |              |              |              |           |           |
| Total                  | Total                                                       | 19,549       |              |              | 14        | –5        |
|                        |                                                             |              |              |              |           |           |
| Votos válidos          | Votos válidos                                               | 19,549       | 77.17        | +5.96        |           |           |
| Votos en blanco        | Votos en blanco                                             | 2,981        | 11.77        | +7.61        |           |           |
| Votos nulos            | Votos nulos                                                 | 2,801        | 11.06        | –13.56       |           |           |
| Votos emitidos         | Votos emitidos                                              | 25,331       | 74.70        | +17.80       |           |           |
| Abstenciones           | Abstenciones                                                | 8,579        | 25.30        | –17.80       |           |           |
| Votantes registrados   | Votantes registrados                                        | 33,910       |              |              |           |           |
|                        |                                                             |              |              |              |           |           |
| Fuente:                |                                                             |              |              |              |           |           |

## Elecciones municipales distritales

### Resultados por distrito
La siguiente tabla enumera el control de los distritos de la provincia de Moyobamba. El cambio de mando de una organización política se resalta del color de ese partido.
| Distrito  | Alcalde(sa) titular        | Partido político | Partido político               | Alcalde(sa) electo(a)        | Partido político | Partido político          |
| --------- | -------------------------- | ---------------- | ------------------------------ | ---------------------------- | ---------------- | ------------------------- |
| Calzada   | Llimy Díaz La Torre        |                  | Nueva Generación Progresista   | Llimy Díaz La Torre          |                  | Lista Independiente N° 19 |
| Habana    | José Fonseca Cieza         |                  | Acción Popular                 | Donald Villacorta del Águila |                  | Lista Independiente N° 3  |
| Jepelacio | Liberto Tuesta Mozombite   |                  | Partido Aprista Peruano        | José Villacrez Celis         |                  | Lista Independiente N° 9  |
| Soritor   | Dositeo Montenegro Guevara |                  | Pueblo Agropecuario Soritorino | Dositeo Montenegro Guevara   |                  | Lista Independiente N° 17 |
| Yantaló   | Pepe Soplín Marín          |                  | Cambio 93                      | Pablo Vela Marín             |                  | Lista Independiente N° 9  |